# 焦作北站
焦作北站位于中华人民共和国河南省焦作市解放区车站街，始建于1904年。

## 历史

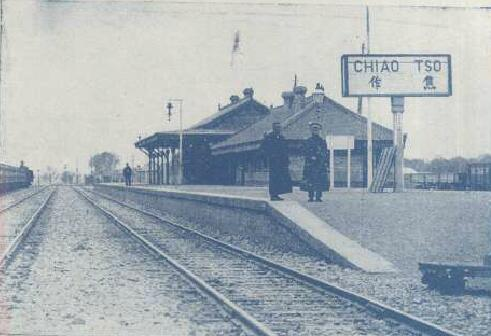
1934年的车站

1904年2月，道清铁路柏村至待王段动工，本站开始兴建，时称“焦作车站”。1966年5月，本站以南约两公里处建成新焦作站，并取代本站办理客运业务。本站成为货运车站，并改称“焦作北站”。
2017年，本站的货运业务搬迁至待王站，不再办理业务。本站闲置货场目前被改造为焦作地区铁路职工活动中心。

## 未来发展
根据焦作市《郑焦一体化综合交通专项规划》方案，焦作北站被建议改建为特色铁路主题公园的中心，并利用闲置专用线开行旅游小火车，以展现焦作煤炭工业文化。